# Kontaktallergi
Kontaktallergi är en allergisk dermatit som uppstår genom direktkontakt med ett allergiframkallande ämne. Det är en cell-medierad immunitet, även kallad typ 4-hypersensitivitet. De allergen som utlöser besvär är ofta enkla kemikalier. Den vanligaste sjukdomen orsakad av kontaktallergi är kontaktallergiskt eksem. Den vanligaste specifika kontaktallergin är nickelallergi.

## Förekomst
Kontaktallergi förekommer hos cirka 15 procent av befolkningen och orsakar ofta eksem på händerna, i ansiktet och på kroppen.

## Orsaker
Cirka 700 ämnen har klassificerats som allergiframkallande vid hudkontakt. De vanligaste orsakerna till kontaktallergi och allergiskt kontakteksem är ämnen i kosmetika, hygienprodukter, tvättmedel, plaster och olika kemiska produkter.

### Några allergen

#### Nickel
Nickel är den vanligaste orsaken till kontaktallergi i Sverige, Europa och den industrialiserade världen. Totalt 10–15 procent av kvinnorna i befolkningen och 20–30 procent av kvinnliga eksempatienter beräknas vara allergiska mot nickel, medan motsvarande siffror för män är betydligt lägre.

#### Guld
Guld är den näst vanligaste  som nummer två efter nickel. Det finns forskning som indikerar att 5–10 % av alla kvinnor har guldallergi, men med varierande grad av besvär.

#### Krom
Krom har använts sedan 1800-talet för att garva läder, i legeringar och i ytbehandling, och det används också bland annat i rostskyddsfärg, färger, lacker, träimpregnering och rostfritt stål samt vid galvanisering. På 1980-talet begränsades krom i cement till 2 ppm i Danmark, Finland och Sverige genom krav på tillsats av järnsulfat. Begränsningen gäller i EU sedan 2005 . Kromallergi har redan minskat påtagligt hos män, och särskilt hos byggnadsarbetare i Norden.

#### Epoxi och andra härdplaster
Epoxiharts har länge varit en av de vanligaste orsakerna till arbetsrelaterat allergiskt kontakteksem. Även, akrylater och vissa isocyanater är viktiga kontaktallergener, och många är extremt allergiframkallande.

#### Konserveringsmedel
De flesta konserveringsmedel är allergiframkallande. En del är mycket starka kontaktallergener, som kathon och formaldehyd.

#### Hårfärger
Två tredjedelar av de hårfärgsprodukter som används innehåller p-fenylendiamin, som är allergiframkallande. Hårfärger kan orsaka akuta och svåra eksem i ansiktet, hårbotten och på halsen hos konsumenter och handeksem hos frisörer. Problemet har ökat på senare år. p-fenylendiamin var förbjudet i hårfärg i Sverige 1943–1992 men förbudet upphävdes vid EU-inträdet.

#### Parfymämnen
Parfymämnen tillhör de vanligaste orsakerna till kontaktallergi. Det finns cirka 2500 parfymämnen, varav 100 är känt allergiframkallande. Parfymämnen används i många produkter förutom kosmetika, tvätt- och rengöringsmedel och andra konsumentprodukter. Både naturliga och syntetiska parfymämnen är allergiframkallande.